# André Chappuis
Pour les articles homonymes, voir Chappuis.
André Chappuis  est un coureur cycliste professionnel français, né le 16 mars 1956 à Rumilly.

## Biographie
André Chappuis est professionnel de 1982 à 1988. Il commence sa carrière professionnelle sous les couleurs de Jean de Gribaldy, où il est notamment le coéquipier de l'Irlandais Sean Kelly.

## Palmarès

### Palmarès amateur
- Amateur
  - 1978-1981 : 33 victoires

- 1980
  - Annemasse-Bellegarde-Annemasse

- 1981
  - Grand Prix Mathias
  - 2e du Tour du Pays de Gex

### Palmarès professionnel
- 1982
  - 2e étape du Critérium international
  - 3e étape du Tour de Lorraine
  - 2e du Tour d'Armor
  - 2e du Critérium international

- 1983
  - Flèche azuréenne
  - 2e du Tour du Vaucluse

- 1984
  - 3ea étape du Tour du Vaucluse
  - 3e du Trophée Sitram

- 1985
  - 3e de la Flèche du Sud

## Résultats sur les grands tours

### Tour de France
5 participations
- 1982 : 114e
- 1983 : abandon (18e étape)
- 1984 : 67e
- 1986 : 118e
- 1987 : 123e